# Čelikovići
Čelikovići su naseljeno mjesto u Republici Hrvatskoj u sastavu općine Sibinj u Brodsko-posavskoj županiji.

## Zemljopis
Čelikovići se nalazi sjeverno od Sibinja na obroncima Dilj gore, susjedna naselja su Brčino i Ravan na sjeveru te Grgurevići na zapadu.

## Stanovništvo
Prema popisu stanovništva iz 2011. godine Čelikovići su imali 60 stanovnika, dok su 2001. godine imali 95 stanovnika, od kojih su svi bili Hrvati. 
| broj stanovnika | 194   | 188   | 162   | 178   | 177   | 173   | 170   | 191   | 218   | 220   | 195   | 164   | 121   | 120   | 95    | 60    | 57    |
|                 | 1857. | 1869. | 1880. | 1890. | 1900. | 1910. | 1921. | 1931. | 1948. | 1953. | 1961. | 1971. | 1981. | 1991. | 2001. | 2011. | 2021. |